# Bercaeopsis fortisa
Bercaeopsis fortisa är en tvåvingeart som först beskrevs av Henry J. Reinhard 1947.  Bercaeopsis fortisa ingår i släktet Bercaeopsis och familjen köttflugor. Inga underarter finns listade i Catalogue of Life.